# 武内伸
武内 伸（たけうち しん、1960年4月30日 - 2008年7月13日）は、日本のラーメン評論家。
神奈川県横浜市のフードテーマパーク・新横浜ラーメン博物館（以下、ラー博と略）の元広報担当、日本ラーメン協会の元副理事長。福岡県鞍手郡（現：宮若市）出身。「ラーメン王」のニックネームを持ち、ラーメンの道を究めるために日本全国で6000食以上ものラーメンを食べ歩いたことで知られる。「ラーメンは鶏ガラ、豚ガラ、（店主の）人柄の3ガラ」の名言を残す。

## 経歴

### 学生時代からアマチュア活動時代まで
4歳まで福岡で過ごした後、親の仕事の都合で東京都へ転居した。高度経済成長期の東京で、子供にとってラーメンがご馳走といえる環境に育った。小学校へ上がる前からラーメンが大好きで、東京での学生時代には近所のラーメン屋の食べ歩きを楽しんでいた。
当初は九州生まれだけあって九州ラーメンを信奉していたが、麻布高校2年の時に山本嘉次郎のグルメ本をもとに、東京で名を馳せていた春木屋（東京都杉並区荻窪）のラーメンを食べたところ、東京ラーメンの未知の味に衝撃を受けて、「今後10年で千件のラーメン屋を食べ比べ、その成果を本にして、印税でラーメンの城を発てる」と、ラーメンを極めることを決意し、食べ歩いたラーメンの感想や評価などの記録を始めた。
この時期に武内が持ち歩いていたのが、文筆家の大門八郎の著書『ラーメンの本』（1975年）である。これは日本初のラーメンガイドブックとされ、武内自身もこのような本を書くことを夢見るなど、大きな影響を受けていた。
高校在学中にすでに3日に一度はラーメン、年間100軒のペースでラーメンを食べ歩くようになっており、1か月の小遣いの内の約6500円をラーメンのために費やしていた。やがて友人たちとラーメン研究の同好会「大日本ラーメン嗜好会」を結成した。その仲間内でも、毎日でもラーメンを食べに行くのは武内のみだったというが、1981年3月には第1回合宿と称して飛騨高山を3泊4日で回り、皆で1日4食から5食のラーメンを食べていた。
高校を卒業後はラーメン屋の開業を志したものの、母親の反対に遭い、日本大学理工学部へ進学した。図書館で「ラーメン構造」という本に題名だけで惹かれ、建築用語でのラーメンに関するものだったことがきっかけで、大学では建築学を専攻した。大学3年のときに青春18きっぷを使って東北・北海道を巡る食べ歩きの旅に挑み、6泊の旅で18食、特に札幌では1泊のみで9食のラーメンを食べた。
大学を卒業し、ラーメンとは無関係の建設会社に就職した。社長もラーメン好きであったことから気が合い、全国の支社を回る仕事を与えられ、出張してはその地のラーメンを食べる生活を続けていた。しかし仕事が多忙な上に結婚もし、この時期は次第にラーメンからは遠ざかりつつあった。

### ラーメン王選手権
その後、テレビ東京系列の『TVチャンピオン』で開催されている「ラーメン王選手権」の存在を知り、自ら応募。予選問題で全問正解して番組スタッフを驚かせ、1992年に「ラーメン王選手権」の第2代ラーメン王の座に輝いた。
この選手権で、自分のラーメンへの想いが人並みでないことを初めて自覚すると共に、「戦友」と呼べる出場者たちとの出会いを通じて、一度は弱まっていたラーメンへの情熱が甦ることとなった。折しも当時は「ラーメン80周年」と呼ばれる次期であった。さらに日本で最初のラーメン店開業当初のことを知る人物たちが死去し始めていたこともあって、この選手権の出場者たちとの交流を通じて、ラーメンの歴史を記録する必要性に駆られるようになった。
1995年の第3回選手権では石神秀幸に敗れて準優勝の座に甘んじるが、このときの悔しさが、逆に「ラーメンで生きていきたい」「ラーメンに人生を賭けたい」という気持ちを強める結果となったという。また、この番組出演の影響により、マスコミからの取材が増え、周囲の環境の大きな変化のきっかけとなった。
その後は同人誌などで、独自のラーメン評論を開始した。マスコミからもコメントや執筆などを依頼されるようになり、ラーメン評論の草分け的な存在となった。

### 新横浜ラーメン博物館での活動
1995年3月、横浜市にラー博がオープンすると、これに衝撃を受けた武内は一念発起し、同年12月にそれまでの勤務先を退職してラー博に入社した。すでにラーメンの博識さでラー博に知られていることに加えて、前職で広報を担当していたことが幸いし、広報担当の社員として採用された。ラー博では広報担当として各種メディアへの出演に加え、ラーメン業界の発展振興のために全国を食べ歩いた。1996年には、1か月に50食、多いときには月に58食のラーメンを食べる生活を送っていた。
この1996年頃に、医師である従兄から「肝臓が弱っている」と指摘され、ラーメンを咎められていた。1998年頃にも肝臓を患ったことで、日々の食事がほとんどラーメンであることを医師に咎められると、「私はラーメン評論家でして」と答えて医師を呆れさせ、その後もラーメンを食べ続けた。「ラーメンばかり食べていると栄養が偏る」と指摘されたときには「だから栄養が偏らないよう、色々な店でラーメンを食べ歩いている」と屁理屈を返し、相手を閉口させていたという。これ以降、肝臓の病が持病となった。
当時の武内にとって、ラーメンは主食同然であり、年間に500食から600食のラーメンを食べる生活を送っていた。1998年には店の誘致のために日本各地を回り、和歌山県・徳島県への出張で10日間で40食、九州出張時は2週間で70食を食べた。
|          | 10 | 11 | 12 | 13 | 14 | 15 | 16 | 17 | 18 | 19 | 20 |
| -------- | -- | -- | -- | -- | -- | -- | -- | -- | -- | -- | -- |
| 8日(月)  | 🍜 | 🍜 |    |    | 🍜 | 🍜 | 🍜 | 🍜 |    | 🍜 | 🍜 |
| 9日(火)  |    | 🍜 | 🍜 |    | 🍜 | 🍜 |    |    | 🍜 | 🍜 | 🍜 |
| 10日(水) | 🍜 | 🍜 |    | 🍜 | 🍜 |    |    |    |    |    | 🍜 |
| 11日(木) |    | 🍜 | 🍜 |    |    | 🍜 | 🍜 |    |    | 🍜 | 🍜 |
| 12日(金) | 🍜 | 🍜 | 🍜 |    | 🍜 | 🍜 | 🍜 |    |    |    |    |

1999年には、訪れたラーメン屋は北海道から沖縄まで及び、やがて日本国内を越えてタイや中国にまで足を伸ばすようにもなった。この1999年には蕁麻疹や円形脱毛症が生じ、医師から注意を受けたこともあって食べ歩きの数を減らし、「年間365食に抑える」と目標を立てたものの、9月時点で「無理そう」と語っており、結局は1年に約400食のラーメンを食べていた。
武内自身が「最も凄かった」と語る時期は1999年9月の出張時であり、このときは新潟と北海道各地を回り、20日間で93食を食べた。これは単純計算で、1日平均4.5食以上のラーメンを食べていた計算になり、移動時間も加味すれば非常に厳しいスケジュールだが、武内はそれでも「ラーメンが食べられる」と喜んでいた。
ラー博での活動内容の一例として、2002年4月第2週には、月曜から金曜までの5日間のみで、仕事とプライベート双方で17店を食べ歩き、土曜はラー博で内勤、その間にも新聞のテレビ欄で「ラーメン」と表記のあるテレビ番組をすべて録画しており、日曜の休日にそれらの録画をチェックする、といった生活であった。「死ぬまでに1万食は達成したい」とも語っていた。

### 独立後 - 急逝
2003年2月、ラー博を退職して独立し、神奈川県相模原市に有限会社ラーメン総合研究所を設立。ラーメン関連のテレビ番組制作、漫画原作、携帯情報サイト「超らーめんナビ」のガイド役など、幅広い活動をこなした。
2007年10月、ラーメン産業の振興・発展を目的とする日本ラーメン協会の準備委員会の設立とともに、その会長に就任。それまでに培ったラーメン関連の各団体との繋がりを生かし、日本ラーメン協会設立に尽力した。翌2008年3月の協会設立後は、その副理事長に選任された。
この頃にはすでに肝機能障害で入退院を繰り返しており、2008年春にさらに腰痛を併発したことで、第一線の活動を自粛した。その後、体調の好転に合わせて徐々に仕事を再開し始めたものの、同2008年7月13日に肝硬変のため、入院先の神奈川県相模原市内の病院で、満48歳で死去した。入院先の病院には親族のみならず、ラーメン協会理事でラーメン評論家の大崎裕史ら、武内同様にラーメンを愛する多くの同志たちが駆けつけて、親族たちと共に武内の最期を看取った。
葬儀では、日本全国のラーメン屋の店主が参列した。通夜では、生前に親交のあったラーメン店「支那そばや」創業者の佐野実がラーメンを作って供えた。通夜会場の外ではテントの仮設の厨房が作られ、ラーメン店主らが参列者に炊き出しのラーメンを配った。告別式でも30人以上の店主が麺を棺に入れ、棺は花でなく麺で敷きつめられた。佐野は「こんな葬儀ができるのは世界で1人だけ」と、武内の偉業を称えた。葬儀の後にも、自宅に設けられた祭壇には、麺やスープが供えられた。生涯に食べたラーメンの数は、約30年間で6千食に達した。

## 評価
| 時期   | 食べたラーメンの数 | 訪れた店の数 |
| ------ | ------------------ | ------------ |
| 1996年 | 3000               | 2000         |
| 1997年 | 3347               | 2146         |
| 1998年 | 4000               |              |
| 1999年 | 4073               | 2375         |
| 2000年 | 4700               | 2700         |
| 2002年 | 5316               |              |
| 2003年 | 5700               |              |
| 2006年 | 6000               |              |

アマチュア時代に「ラーメン王選手権」で優勝した頃には、折しも当時は同番組がきっかけでラーメンブームが起き、雑誌やテレビでラーメンが取り上げられることが増え、若者を中心としてラーメンの食べ歩きが流行したことで、武内はその先駆者として注目を集める存在となっていた。従来の多くのグルメライターや研究家は評論家として活動していたのに対し、食べる側としての武内の評価は、斬新な手法として好評を博していた。
ラーメンに対する知識と情熱は、ラー博の社内でも群を抜いていた。入社時に、学生時代から収集していたラーメン関連の書籍と食べ歩きのメモを社内に持ち込むと、壁一面が資料で埋め尽くされたという逸話がある。ラー博の統括責任者（当時）である小川剛は、武内のラーメンに関する記憶力や圧倒的な情熱を「ラーメンに関しては天才的な男」と評価していた。
大崎裕史は、ラーメンを食べた数なら自身の方が上だが、大崎はインターネットなどの環境が整った頃からラーメン評論をしていたことから、そうした環境のない時代から食べ歩きを続け、その歴史を克明に記録し続けていた武内を指して「武内さんにはかないません。まさに稀代の『ラーメンバカ』だったのです」と語った。佐野実は、武内の死を悼み「ラーメン業界の国宝のような人」「武ちゃんみたいな人間はもう現れない」「今のラーメンブームを作ったのは武ちゃん」と評した。
武内を師と仰ぐラーメン評論家の北島秀一は、ラーメン業界が盛んになった後は、テレビ、雑誌、インターネットといったメディアででラーメンの情報の大部分を入手可能となった一方で、武内はそうした情報が一切ない状態で食べ歩きを始めていたことから、武内を「ラーメン評論家の草分け」とし、佐野と同じく「ラーメン世界があるのは武内さんのおかげ」と語っていた。
そうした一方で、ラー博では精算方法や領収書の書き方などには疎かったことから、小川剛は「良くも悪くもラーメンのことしかできない男」とも呼んでいた。佐野実もまた、共にラーメンの取材に出かけたとき、武内が旅行先で財布や鞄を紛失していたことから、「ラーメン以外のことはさっぱりな男」と語っていた。
武内の死因がラーメンの食べすぎと関連付けられることもあるが、北島秀一はそれを否定し、「酒の飲み過ぎで肝臓をぶっ壊して死んだくせに、『ラーメンの食べ過ぎで亡くなった』とデマを残してくれたのが少しだけ迷惑」と語っていた（6年後に北島は胆管癌で亡くなった）。武内の母も、武内の死因を酒の飲みすぎと語っており、「ラーメンをたくさん食べたけれど、それ以上に酒を飲んでいた。医者からも『ラーメンか酒かは断言できない』と言われた」と、武内の体調とラーメンの関連を否定していた。

## 著作
- 『超凄いラーメン TVチャンピオン』潮出版社、1996年10月。ISBN 978-4-267-01407-9。
- 『何回もいきたくなるラーメン店100 私が4000杯を食べたわけ』講談社、1999年3月。ISBN 978-4-06-209590-7。
- 『ラーメン王国の歩き方 読まずに食えるか』光文社〈知恵の森文庫〉、1999年12月。ISBN 978-4-334-72934-9。
- 『佐野実&武内伸ラーメン見聞録 ラーメン界の最強タッグが魂で選ぶ感動の245店』日本文芸社〈にちぶんMOOK〉、2005年1月。ISBN 978-4-537-11331-0。（佐野実との共著）

## 関連書籍
- とことんラーメン倶楽部編『こだわりラーメン道 旨さの宝庫、究極の一杯を探せ!』青春出版社〈青春文庫〉、2000年9月20日。ISBN 978-4-413-09158-9。（取材協力）
- 大泉孝之介『ラーメン人物伝 一杯の魂』集英社〈ジャンプCデラックス〉、2003年6月-2004年3月。（漫画原作）
- 馬場民雄『虹色ラーメン』秋田書店〈少年チャンピオン・コミックス〉、2001年8月-2004年9月。（漫画取材協力）
- 馬場民雄『麺屋台ロード ナルトヤ！』秋田書店〈少年チャンピオン・コミックス〉、2005年4月-2006年6月。（漫画取材協力）